# Bloc démocratique sénégalais
Pour les articles homonymes, voir Bloc démocratique et BDS.
Le Bloc démocratique sénégalais (BDS) est un ancien parti politique sénégalais.

## Histoire
Il est fondé le 27 octobre 1948 par Léopold Sédar Senghor, Mamadou Dia et Ibrahima Seydou Ndaw, à la suite d'une scission avec la SFIO. Un mois plus tard, Senghor lui-même s'associe avec le groupe parlementaire des Indépendants d'outre-mer.
Lors des élections législatives françaises de 1951, le BDS recueille au Sénégal 213 182 voix, soit 67 % des suffrages exprimés. Deux membres du parti sont élus députés, Senghor et Abbas Guèye, un dirigeant syndicaliste de la CGT locale. La campagne électorale est marquée par de violents incidents entre le BDS et la SFIO.
Pour accroître son influence, le BDS s'appuie largement sur les autorités religieuses et tribales. Cette capacité à réunir de nombreux groupes ethniques différents, ainsi que le charisme personnel de Senghor, propulsent le BDS au premier plan de la scène politique sénégalaise d'avant l'indépendance.
En 1956 le BDS remporte les élections municipales à Kaolack, Thiès, Louga, Diourbel et Ziguinchor, mais les perd à Dakar.
La dernière réunion plénière du BDS se tient le 18 août 1956. Cette rencontre prépare la fusion du parti avec l'Union démocratique sénégalaise (UDS), le Mouvement autonome casamançais (MAC) et une fraction du Mouvement populaire sénégalais dirigé par Abdoulaye Thiaw, et la création d'un nouveau parti, le Bloc populaire sénégalais (BPS).

## Symboles
À l'origine, les trois couleurs du drapeau sénégalais symbolisent les trois forces politiques qui ont fusionné pour former l'Union progressiste sénégalaise. Si l'or (ou le jaune) est la couleur du Mouvement populaire sénégalais (MPS) et le rouge celle du Parti sénégalais d'action socialiste (PSAS), c'est le vert qui est la couleur du BDS.